# ديك هيوز
 ريتشارد هنري هيوز (بالإنجليزية: Richard Henry Hughes)‏ هو لاعب بيسبول محترف متقاعد قام بنصب ثلاثة مواسم في بطولة سانت لويس كاردينالز في دوري البيسبول الرئيسي (MLB). في في عام 1967، قاد الرابطة الوطنية في WHIP ، واحتل المركز الثاني لتوم سيفر في الدوري الوطني الصاعد لهذا العام التصويت.
وعلى عكس بعض التقارير، فقد كان نيلسون بريلز، وليس هيوز، هو الذي حل محل بوب جيبسون في بداية كارثة سانت لويس كاردينالز عام 1967 عندما عانى جيبسون من كسر في الساق بخط روبرتو كليمنتي. استبدل هيوز فعلياً اللاعب المخضرم اليساري آل جاكسون في دوران الكاردينالات في أواخر مايو/ أيار، لينصب في شوطين ضد أتلنتا في أول بداية له هذا الموسم. وذهب للفوز ب16 مباراة في ذلك العام.
أثناء التدريب الربيعي عام 1968، شعر هيوز بألم في كتفه. على الرغم من عدم تشخيصه في ذلك الوقت، تم تحديد الإصابة في وقت لاحق في ذلك الوقت، لم تكن هناك جراحة لإصلاح هذه الإصابة. على الرغم من الإصابة، تمكن هيوز من تقديم 63.2 مباراة خلال موسم 1968، لكن تلك كانت الأخيرة التي كان سيلقيها حيث أن الإصابة انتهت في نهاية المطاف بالمهمة الرئيسية في الدوري.

## روابط خارجية
- ديك هيوز على موقع دوري كرة القاعدة الرئيسي (الإنجليزية)
- ديك هيوز على موقعبيزبول رفرنس.كوم (الدوري الرئيسي) (الإنجليزية)
- ديك هيوز على موقعبيزبول رفرنس.كوم (الدوري الثانوي) (الإنجليزية)